# Ischnoptera tolteca
Ischnoptera tolteca är en kackerlacksart som beskrevs av Henri Saussure 1868. Ischnoptera tolteca ingår i släktet Ischnoptera och familjen småkackerlackor. Inga underarter finns listade i Catalogue of Life.